# Catedral de Chartres
A Catedral de Chartres, também chamada de Notre-Dame de Chartres, é uma catedral católica de estilo gótico localizada na cidade de Chartres, noroeste da França. É elencada como um dos grandes exemplos da arquitetura gótica francesa ao lado das catedrais de Amiens e de Reims, e também notada por suas esculturas e vitrais.
Segundo a tradição católica, a Sancta Camisa, um manto que teria sido usado pela Virgem Maria, é custodiada na catedral. Peça esta que fora presenteada por Carlos, o Calvo, e que, inclusive, teria sido o motivo da construção da catedral, no século XII, após um incêndio que devastou a igreja românica que havia em seu lugar.

## História
A Catedral de Chartres teve a sua construção iniciada em 1145 e terminada em 1221. Foi reconstruída após um incêndio de 1194. Marca o zénite da arte gótica na França. A vasta nave, em puro estilo ogival, os adornos com estátuas finamente esculpidas de meados do século XII e as magníficas janelas com vitrais dos séculos XII e XIII, todas em notável estado de conservação, combinam-se para formar uma obra-prima inigualável. Tem uma área superior a 10 000 m², 130 m de comprimento e largura máxima de 46 m.
Em 24 de Outubro de 1260 a catedral foi consagrada na presença do rei Luís IX. O rei Henrique IV foi o único monarca francês a ser sagrado neste Templo.
O edifício original construído por Fulberto de Chartres incendiou-se em 1194 e imediatamente se acometeram as obras de reconstrução, que se prolongariam durante 60 anos. O acrescento mais importante é a torre noroeste, dita Clocher Neuf, concluída no ano de 1513 para equilibrar a composição imposta pela primeira torre (que se erguia desde 1160). O interior impressiona tanto pelos 37 m de altura que alcança a nave central como pela harmonia e elegantes proporções, embora infelizmente já se tenha perdido a maioria da estatuária original (o retábulo da crucificação foi demolido no século XVIII).

## Arquitetura

A fachada ocidental, chamada Pórtico Real, é especialmente importante graças a uma série de esculturas de meados do século XII; o pórtico principal contém um magnífico relevo de Jesus Cristo glorificado; a do transepto (ou nave transversal) meridional (c. 1224-1250) organiza-se em torno a imagens do Novo Testamento, que narram o Juízo Final; enquanto que o pórtico oposto, situado no lado norte, está dedicado ao Antigo Testamento e ao advento de Cristo e se destaca pela impressionante qualidade do grupo escultórico dedicado à Criação.
No total, o edifício conta com mais de 150 janelas medievais com vitrais, a maioria delas do século XIII, que proporcionam um magnífico efeito luminoso ao interior do templo.
Chartres é a mais representativa e completa catedral gótica da França e uma das mais impressionantes obras arquitetônicas do mundo.
A catedral é dedicada ao culto mariano, dai seu nome Notre Dame de Chartres.
A catedral de Chartres possui o mais importante conjunto de vitrais do século XIII, excelentemente  conservados, e por essa quantidade de vitrais e esculturas, é chamada de “a Bíblia feita de pedra”.
Há 3 500 estátuas e com a inclusão dos vitrais, 9 000 personagens estão representados na catedral, somente a fachada contém 24 grandes estátuas e mais de 300 figuras.
São 176 vidraças que constituem a maior superfície do mundo, 2 600 m2 de vitrais dos séculos XII e XIII. 
O labirinto do século XII é um caminho em lajes contínuas na nave principal, com 261,55 metros
A cripta exterior é a maior da França e abre-se para três profundas capelas romanas.

## Galeria de imagens

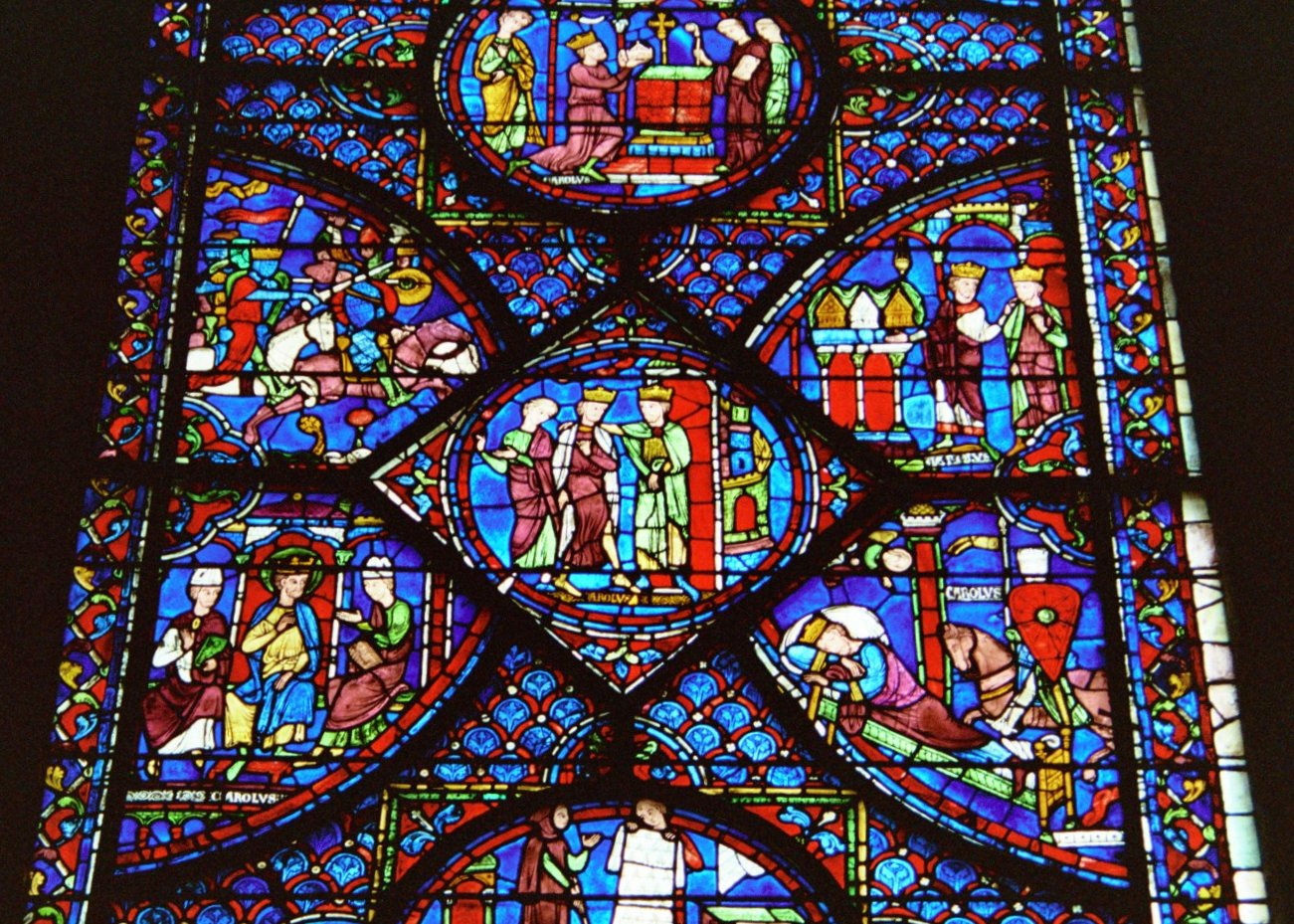
Pormenor de vitral
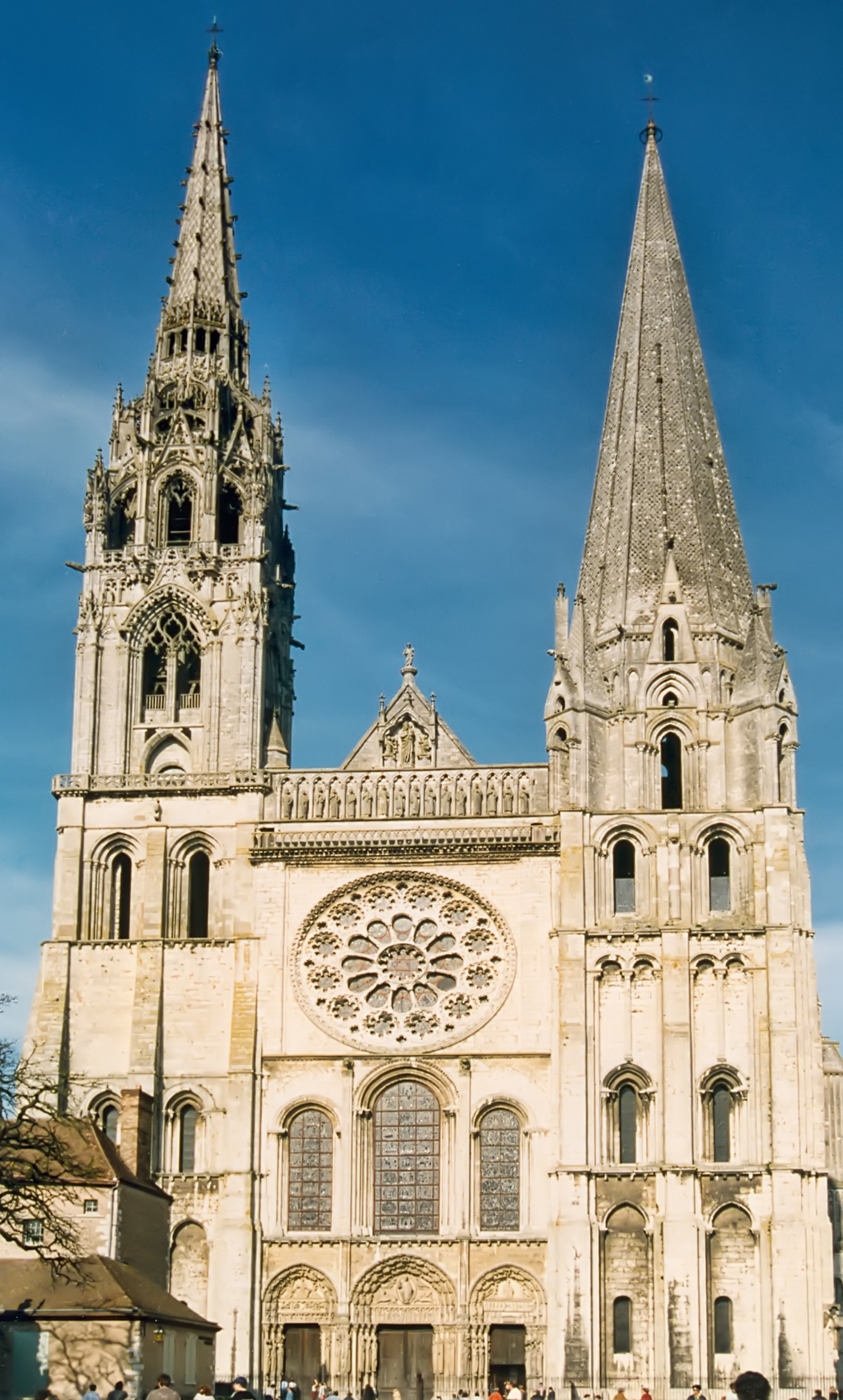
Fachada
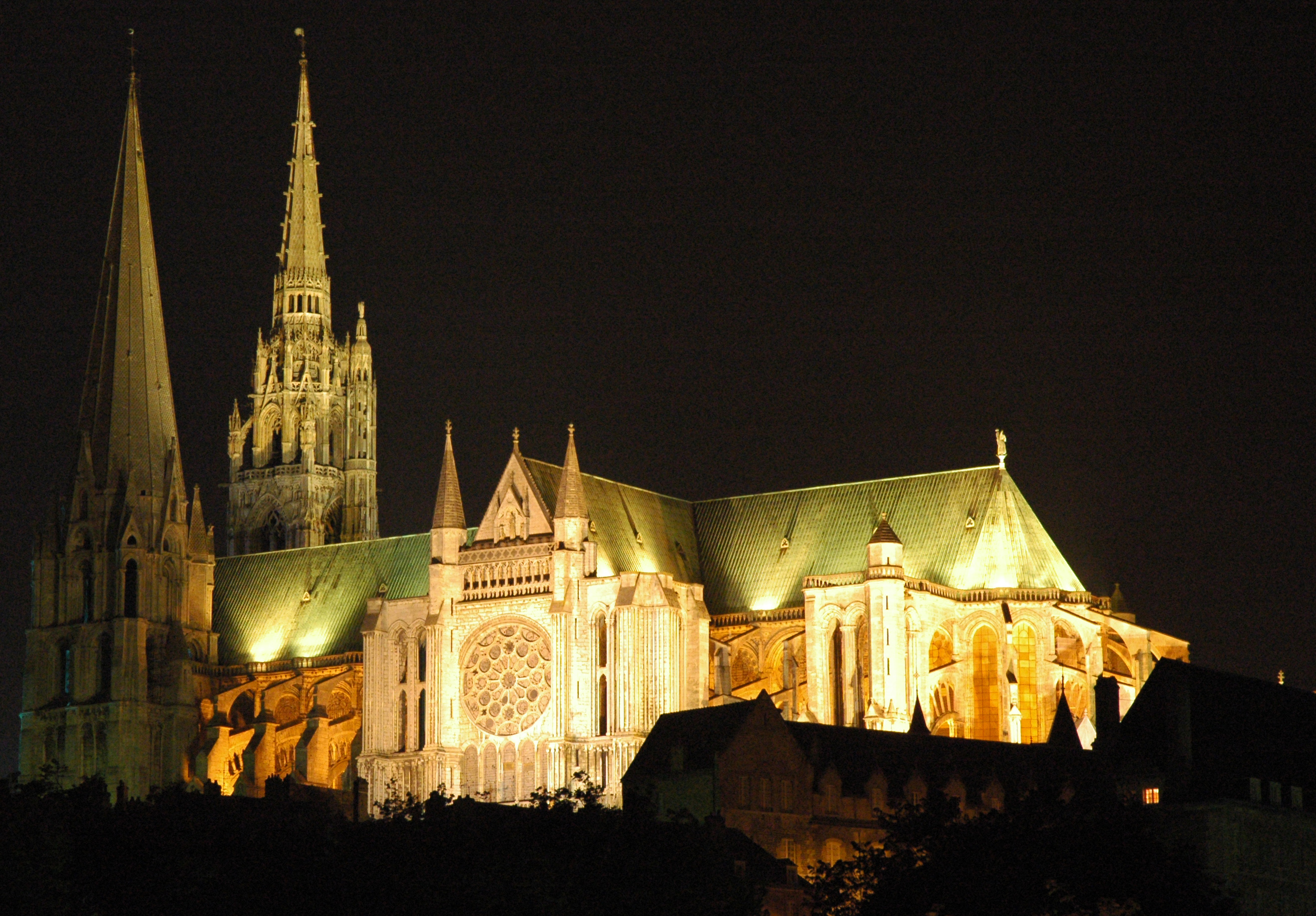
Vista da catedral
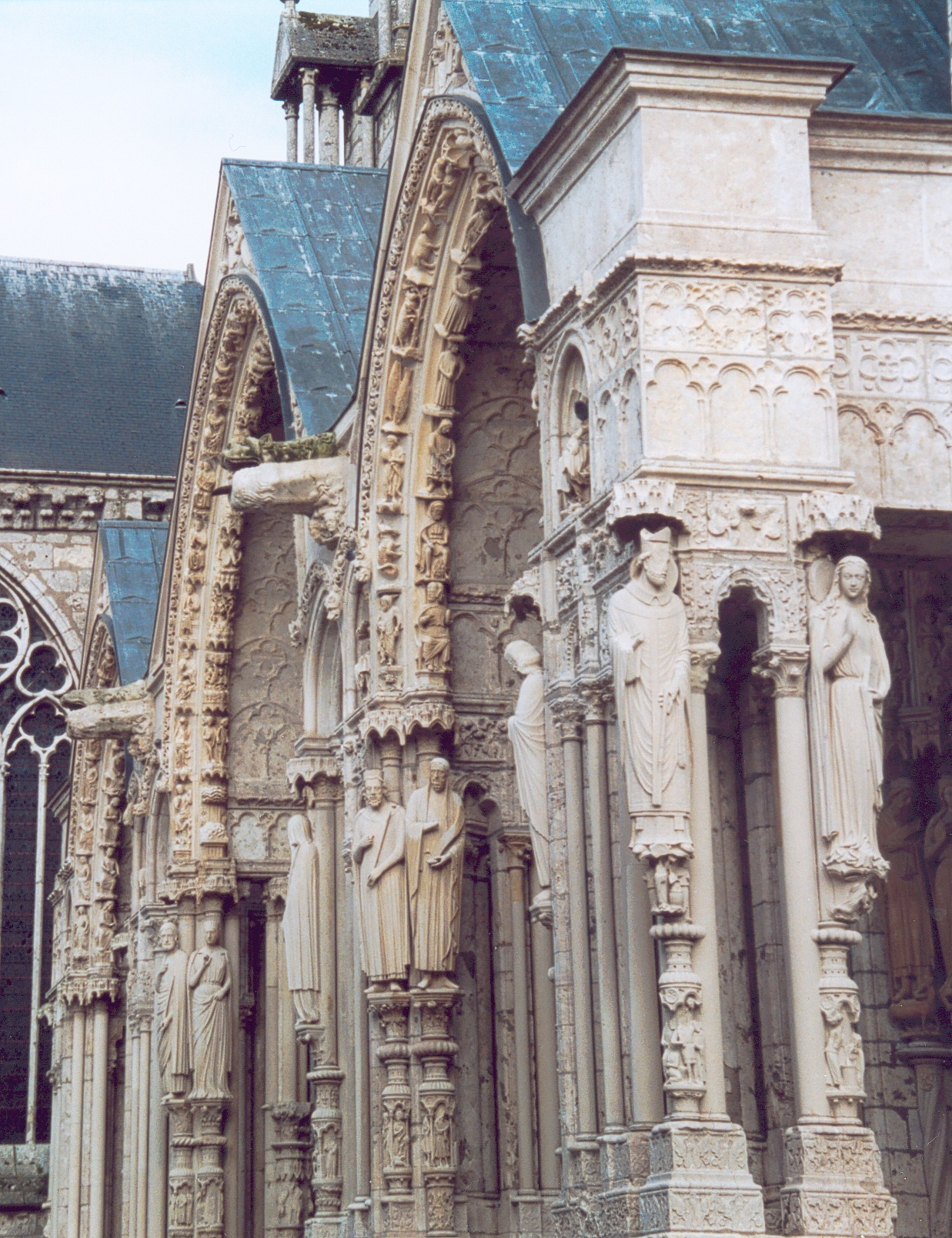
Lado Norte
undefined
undefined
undefined